# 卷料導引系統
卷料導引系統（Web-guiding systems）是在工廠中針對卷料片材進行處理前，針對片材定位的設備。卷料在加工處理時，會先經由設備，將卷料展開成為長條薄片狀，在處理後，再重新卷成卷料。卷料導引系統可能是放在卷料展開後的關鍵位置，也有可能是在重新卷成卷料前的關鍵位置。
卷料導引系統都會用感測器來監控卷料位置，進行橫向跟踪，也會有致動器，在卷料偏離理想位置時調整其橫向位置。致動器可能是氣動設備、液壓缸、也有可能是機電設備。因為卷料多半是易破的材質（尤其是其邊緣），一般會使用非接觸式感測器，可能是液壓、光电、超音波或是红外线的感測器。控制系統需根據感測器的訊號輸出訊號到致動器。
卷料導引系統以高速運作，持續的對卷料位置作小幅的調整。最新型的系統會利用數位科技以及觸碰式螢幕來簡化設置。卷料導引系統會用在分切機、分切複捲機、印刷机、塗佈和層壓機。

## 歷史
Irwin Fife在1939年為了讓報紙可以在他的高速印刷机上對正，在位在俄克拉荷馬市家中的車庫發明了第一個卷料導引系統。

## 主動導引系統
主動導引系統是由感測器、連接到導引機構的致動器，以及控制器所組成。感測器可以是任何可以感測片材邊緣的感測器，最常見的是氣動的（針對沒有孔的片材）、光學的（針對不透明的片材）或超音波（大部份材料都可以）。最近的發展已開始使用光散射和空間濾波，因此可以用光感測器來感測任何材質。片材需要是平的（沒有捲曲）及平整的才能用邊緣感測器偵測。因此感測器一般會放在滾筒符近。若使用二個感測器，片材可以在前端、後端或是中間進行定位導引。常見的主動導引系統會包括轉向導向設備、位置導向設備、開卷導向設備及覆卷導向設備。

## 張力調整的挑戰
因為許多機構因素的影響，有需要進行張力的調整，這些機構因素包括：因為機構未對正引起的振盪、在卷料加速時機構元件慣量造成的延遲、材料經過压料辊時的滑動、以及過度激烈的卷料位置校正。許多技術過程及控制問題也會影響張力，例如張力設定值調整；驅動辊的相位偏移、從一個區域到另一個區域的張力流動、以及基板經過不同製程中產生的熱效應（膨脹或收縮）。不可能透過張力調整來消除所有的因素。區域中任何一個變異都可能會造成張力控制以及卷料速度的變化。因此在耦合的張力控制中，因為控制器會引起回授迴路，因此在連續片材中的抖動是很難完全避免的。
準確控制是這類系統的基礎。若片材的線速度降低了，因為卷料導引系統速度也變慢，可以控制的橫向位移誤差也就會減少。若輸入誤差減少了，則其橫向位移誤差也會變的比較小。乾燥器的氣流吹在輸送中的片材上，也會產生横向位移，若提高吹送頻率，可以減少横向位移。